# Het zeehaasje
Het zeehaasje is een sprookje uit Kinder- und Hausmärchen met volgnummer KHM130, opgetekend door de gebroeders Grimm. De oorspronkelijke naam is Das Meerhäschen.

## Het verhaal
Een koningsdochter kan in alle windstreken uitzien over het rijk door de twaalf ramen in de toren. Vanuit het eerste raam ziet ze alles scherper dan andere mensen en bij elk raam wordt dit nog vergroot. Door het twaalfde raam kan ze alles boven en onder de aarde zien. Ze wil trouwen met iemand die zich kan verstoppen voor haar. Als ze de man toch ontdekt, zal zijn hoofd op een paal gespietst worden. Er staan al zevenennegentig palen voor het paleis en de koningsdochter denkt dat ze haar hele leven vrij kan blijven.Dan komen drie broers, de oudste kruipt in de kalkput en wordt al snel ontdekt. De tweede verstopt zich in de kelder van het paleis, maar wordt ook al door het eerste raam gezien.
De jongste vraagt de koningsdochter hem één dag bedenktijd te geven en hem nog een tweede kans te geven als hij wordt ontdekt. Hij is knap en de koningsdochter laat dit toe. De jongen gaat op jacht en wil een raaf schieten, maar het dier vraagt hem te sparen. Het dier zal de jongen belonen en de jongen komt bij een meer. Hij wil een vis schieten, maar ook dit dier vraagt om genade. Dan komt de jongen een vos tegen en hij mist, waarna de vos vraagt een doorn uit zijn poot te halen. De dag erna gaat hij naar de raaf en deze laat hem in een ei kruipen. Hij legt het ei weer in zijn nest en gaat er op zitten.
De koningsdochter ontdekt de jongen pas bij het elfde raam en ze laat de raaf doodschieten en het ei wordt gehaald. Ze breekt het ei en de jongen krijgt zijn tweede kans. De jongen gaat naar het meer en wordt door de vis opgeslokt. Bij het twaalfde raam ontdekt de koningsdochter de jongen en ze laat de vis vangen en doden. De derde dag gaat de jongen naar de vos in het veld en hij verstopt de man naar een bron. Hij duikt in het water en ziet eruit als een marskramer en dierenhandelaar. De jongen springt ook in de bron en verandert in een zeehaasje. De koopman verkoopt het dier aan de koningsdochter en raadt het zeehaasje aan zich onder de vlecht van de koningsdochter te verstoppen als ze door de ramen kijkt.
De koningsdochter kan de derde jongen niet vinden en slaat het raam dicht, waarna het in duizend scherven valt. Ze voelt het zeehaasje en gooit hem op de grond. Het zeehaasje gaat naar de koopman en samen gaan ze naar de bron. Ze duiken er in en krijgen hun ware gedaante terug. De jongen zegt de vos dat de raaf en de vis oliedom zijn, vergeleken bij hem. De koningsdochter schikt in haar lot en de bruiloft wordt gevierd. De jongen wordt koning van het hele rijk en de koningsdochter denkt dat hij meer kan dan zij, omdat ze gelooft dat hij alles alleen heeft gedaan.

## Achtergronden bij het sprookje
- Het sprookje komt uit Deutsche Volksmärchen aus dem Sachsenlande in Siebenbürgen uit 1856
- Het sparen van dieren die later behulpzaam zijn, komt voor in De witte slang (KHM17), De oude Sultan (KHM48), De twee gebroeders (KHM60) en De bijenkoningin (KHM62). Het zijn dieren op, onder en boven de aarde.
- Het lukt Loki een zoon te verstoppen voor een reus, dit mislukte bij Odin en Hœnir.
- Het dier als helper komt in heel veel sprookjes voor;
  - drie raven in De trouwe Johannes (KHM6)
  - een beer in De twee gebroeders (KHM60)
  - een bij in De bijenkoningin (KHM62) en De twee reisgezellen (KHM107)
  - duiven in Assepoester (KHM21), De drie talen (KHM33) en De oude vrouw in het bos (KHM123)
  - een eend in Hans en Grietje (KHM15), De bijenkoningin (KHM62) en De twee reisgezellen (KHM107)
  - een haan in De drie gelukskinderen (KHM70)
  - een haas in De twee gebroeders (KHM60)
  - een hond in De drie talen (KHM33) en De oude Sultan (KHM48)
  - een kat in De drie gelukskinderen (KHM70) en De arme molenaarsknecht en het katje (KHM106)
  - een leeuw in De twee gebroeders (KHM60), De twaalf jagers (KHM67) en De koningszoon die nergens bang voor was (KHM121)
  - mieren in De witte slang (KHM17) en De bijenkoningin (KHM62)
  - een ooievaar in De twee reisgezellen (KHM107)
  - een paard in De ganzenhoedster (KHM89)
  - een geit in Eenoogje, tweeoogje en drieoogje (KHM130)
  - een pad in De drie veren (KHM63) en De ijzeren kachel (KHM127)
  - een raaf in De witte slang (KHM17) en Het boerke (KHM61)
  - een schimmel in Fernand getrouw en Fernand ontrouw (KHM126)
  - een slang in De drie slangenbladeren (KHM16) en De witte slang (KHM17)
  - een veulen in De twee reisgezellen (KHM107)
  - een vis in De witte slang (KHM17), Van de visser en zijn vrouw (KHM19), De goudkinderen (KHM85), Fernand getrouw en Fernand ontrouw (KHM126) en Het zeehaasje (KHM191)
  - een vogel in Assepoester (KHM21), De drie talen (KHM33) en De roverbruidegom (KHM40)
  - een vos in De gouden vogel (KHM57), De twee gebroeders (KHM60)
  - een wolf in De oude Sultan (KHM48) en De twee gebroeders (KHM60)
- Een zeehaasje kan een vis of soort zeeslak zijn, maar waarschijnlijk wordt hier een exotisch beestje uit een rariteitenkabinet bedoeld.